# La luce in fondo al tunnel: I sotterranei della libertà
La luce in fondo al tunnel (Os Subterrâneos da Liberdade III. A Luz no Túnel) è la terza parte della trilogia I sotterranei della libertà, pubblicata dallo scrittore brasiliano Jorge Amado nel 1954.
In italiano I sotterranei della libertà è stato tradotto da Daniela Ferioli e pubblicato da Einaudi in tre volumi, nel 1998, 2001 e 2002. La luce in fondo al tunnel è pubblicato come volume singolo in spagnolo.

## Trama
Il libro si apre con l'arresto di un gran numero di comunisti: tra i capi, Carlos e Zé Pedro. Con quest'ultimo vengono portati al commissariato anche la moglie e il bimbo lattante, per aumentare le pressioni e torturare Zé Pedro attraverso gli innumerevoli maltrattamenti a queste creature indifese e ignare di politica. Il commissario Barros sa perfettamente a quali crudeltà sta dando vita, ma ciò nonostante si intestardisce nella sua opera, convinto che nessuno possa ostacolarlo. Anche Carlos e molti altri vengono torturati con sistematica pesantezza. Tra gli arrestati c'è anche Cicero de Almeida, noto intellettuale che mai ha nascosto le sue idee. La moglie Gaby si avventura al commissariato per vedere il marito, ma non riceve il consenso e neppure un'assicurazione sul futuro. Decide perciò di rivolgersi ai ricchi amici, Marieta Costa Vale e Paulo Carneiro da Rocha per farlo liberare.
Il medico legale che deve assistere agli interrogatori e decidere quando è l'ora di mettere fine a un procedimento (tortura) è un cocainomane che dipende da Barros anche per il suo vizio: ogni notte riceve in premio la cocaina di cui ha bisogno. Ma dopo che si arriva a colpire il bambino di Zé Pedro e la moglie impazzisce, Barros allontana il dottore senza concedergli la dose di droga. Ossessionato da quanto ha visto e dalla consapevolezza della propria complicità con un'autorità che agisce in modo criminale, il medico si toglie la vita, lasciando al vicino di casa un memoriale da passare a un amico per rendere nota la verità.
João non è stato preso e insieme a pochi compagni cerca di ricostituire le file del partito, sia pure con estrema difficoltà. Per rendere più efficace la ripresa, João arriva a separarsi da mariana, o meglio a sistemare lei in luogo sicuro, allontanandola dal loro piccino, lasciato alla nonna. Nel frattempo, il Ruivo scappa dal sanatorio e si unisce agli sforzi dei pochi comunisti rimasti. Tuttavia la confessione del medico legale, resa pubblica, ha dato una forte scossa a Barros, che viene impedito di procedere oltre. Chi è nelle sue mani andrà sotto processo senza subire altre angherie. Cicero è liberato grazie all'influenza del fratello, amico personale del dittatore Getulio Vargas.
Eppure un segnale dubbio viene dall'Europa: lo scoppio della seconda guerra mondiale, preceduto dall'alleanza tra Germania e Unione Sovietica con il Patto Molotov-Ribbentrop. Questo misterioso modo di agire è considerato erroneamente sia dai fautori del regime, sia dai comunisti, che però pongono la loro fiducia nell'Unione Sovietica al di sopra di ogni altra cosa, conferendole un alone quasi mistico e del tutto acritico. Come gli avversari politici vedono nel comunismo il maggiore dei pericoli, così i sostenitori comunisti sognano che un giorno tutti guarderanno alla Russia di Stalin come a un futuro di pace e amore universale.
La lotta non si esaurisce nelle città e nelle campagne: gli attentati continuano a disturbare la colonizzazione statunitense della Valle do Rio Salgado, mentre nelle principali città, soprattutto a Santos e San Paolo, si organizzano azioni che hanno effetti di grande provocazione nel corso di celebrazioni ufficiali. Però il destino del partito è segnato: qualcuno tra i tanti arrestati ha parlato o non ha potuto tacere e l'arresto arriva anche per gli ultimi ancor liberi, come il Ruivo e João. Solo Mariana è ancora in libertà.
Mariana riesce a incontrare il marito João più volte e a rendersi conto di quanto egli sia stato malridotto dalle percosse ricevute durante gli interrogatori. Ormai si avvicina il processo per il capo del partito Luís Carlos Prestes, già da tempo in carcere. Accanto a lui saranno condannati tutti gli altri capi e affiliati del Partito e dovranno scontare le pene in una remota isola, sita quasi vicino all'Africa, nell'arcipelago di Fernando de Noronha. Recatasi al processo, spacciandosi per una giornalista, Mariana assiste all'interrogatorio di João, che rifiuta di rispondere e mostra solo le ferite che ha subito. Assiste anche alla lettura della condanna. Ma quando gli agenti stanno portando via Prestes, Mariana gli grida un 'evviva che la smaschera agli occhi delle autorità. Comprendendo che si è tradita, la donna attende coraggiosamente l'arresto e si avvia al cellulare senza opporre resistenza.

## Edizioni in italiano
- Jorge Amado, I sotterranei della libertà: la luce in fondo al tunnel, traduzione di Daniela Ferioli, Einaudi, Supercoralli, Torino 2002 ISBN 88-06-16069-9
- Jorge Amado, La luce in fondo al tunnel: I sotterranei della libertà, Mondolibri, Milano 2003